# Fetițo, vrei să joci în film?
Fetițo, vrei să joci în film? (titlul original: în rusă Девочка, хочешь сниматься в кино?, transliterat: Devocika, hoceș snimatsia v kino?) este un film dramatic sovietic, realizat în 1977 de regizorul Adolf Bergunker, protagoniști fiind actorii Marina Bugakova, Nikolai Volkov jr., Liubov Virolainen și Valentin Gaft.

## Rezumat
Inga, elevă în clasa a treia, i s-a oferit să joace în filme. Ea a refuzat și a surprins foarte mult pe toată lumea, nimeni nu știa că mama ei, un medic de ambulanță, tocmai murise într-un accident de mașină. Tatăl ei a făcut toate eforturile pentru a o aduce în studio. Și, după câtva timp, fata s-a simțit ca o adevărată actriță în filmul „Prima vară”...

## Distribuție
- Marina Bugakova – Inga
- Nikolai Volkov jr. – tatăl Ingăi, Vasili Prokofievici, doctor
- Liubov Virolainen – mama Ingăi, medic pe ambulanță
- Valentin Gaft – regizorul Pavel
- Tatiana Kisliarova – Viktoria Sergheevna, regizor asistent
- Valeri Kravcenko – operator
- Ada Rogovțeva – actrița Vera Fiodorovna, jucând rolul mamei lui Inga în film
- Liubov Sokolova – mama Verei, asistentă, o fostă partizană în război
- Marina Tregubovici – Piolka, prietena Ingăi
- Natalia Cetverikova – pictorița
- Igor Bogoliubov – un trecător
- Igor Efimov – un vizitator
- Aleksei Kojevnikov – administratorul echipei de filmare
- Gherman Kolușkin – un pacient
- Valentina Kosobuțkaia – costumieră
- Valeri Smoliakov – asistentul de regie
- Nikolai Fedorțov – stăpânul câinelui
- Eleonora Kazanskaia
- Elena Stavroghina

## Lansare
A fost lansat în anul 1978 și a avut parte de succes comercial, fiind vizionat de 7,5 milioane de spectatori în cinematografele din Uniunea Sovietică.

## Premii
- 1978: Al 11-lea Festival Unional de Film din Erevan, categoria filme pentru copii și tineret: Premiul juriului pentru rolul principal, pentru Marina Bugakova.[3]